# Barisone I di Arborea
Barisone I d'Arborea, o Barisone I de Lacon de Thori Serra (Oristano, ... – Oristano, 1186), fu giudice di Arborea dal 1146 al 1186 e Re di Sardegna dal 1164 al 1165.
Era il figlio di Comita III de Lacon Thori-Serra (il precedente giudice di Arborea) e di Elena de Orrubu. Il suo regno fu uno dei più cruciali nella storia della Sardegna, assistette infatti all'inizio della penetrazione catalana sull'isola ed all'escalation del conflitto tra Genova e Pisa; inoltre Barisone stesso fu il protagonista della prima investitura regale da parte del Sacro Romano Impero ad interessare la Sardegna.

## Biografia
Barisone, nato agli inizi del secolo XII, venne associato al trono giudicale dal padre in una data rimasta sconosciuta e gli succedette immediatamente dopo la sua morte.
Nei suoi primi anni di regno Barisone I fu in buoni rapporti sia con la Repubblica di Pisa che con la Chiesa.
Infatti assistette alla cerimonia di consacrazione della chiesa di Santa Maria di Bonarcado alla presenza dell'Arcivescovo di Pisa, Villano (primate di Sardegna e Corsica) e del clero arborense, donando numerose terre ad enti ecclesiastici.
Forte di una rete di legami familiari estesa in Sardegna e nel continente, in occasione di tale consacrazione, Barisone riunì in una conferenza i regni isolani per discutere una pace generale: l'accordo fu raggiunto e resse per ben quindici anni.
Fu poi Barisone stesso che lo ruppe quando, spalleggiato da Genova e dalla corte di Barcellona, nel 1157 ripudiò la moglie Pellegrina e sposò Agalbursa de Cervera, figlia di Ugo Poncho de Cervera, visconte di Bas e della principessa Almodis, quest'ultima sorella di Raimondo Berengario IV, conte di Barcellona.
In conseguenza di questo matrimonio l'Arborea iniziò a creare legami dinastici e politici con Barcellona, dando così il via all'influenza catalana nell'isola. La corrispondenza diplomatica del giudice indica la mutua natura di questa alleanza, difatti Barisone partecipò alla guerra contro i Saraceni Almoravidi delle Baleari ed in cambio il Conte di Barcellona lo appoggiò nei suoi sforzi di unire i vari giudicati Sardi sotto il suo governo.
Il 19 giugno del 1162, allo scoppio della guerra tra Genova e Pisa, i fragili equilibri politici tra le due repubbliche marinare e i regni sardi si incrinarono bruscamente.
Barisone nel 1162 dichiarò guerra a Pisa. Inoltre, col pretesto che la discendenza diretta di Costantino II di Cagliari era estinta e che la successione non poteva discendere per ramo femminile, Barisone I reclamò quel giudicato contro Pietro di Cagliari che governava jure uxoris per aver sposato una figlia dello stesso Costantino II. Nel 1163 invase il Regno di Calari e costrinse Pietro a rifugiarsi presso suo fratello il giudice Barisone II di Torres.
Nella primavera del 1164 i giudici di Torres e di Cagliari, uniti ai Pisani presenti nell'isola, ripresero Cagliari a Barisone I ed invasero la stessa Arborea assediando il castello di Cabras, dove Barisone si era rifugiato, ma non riuscirono ad espugnarlo.

### Re di Sardegna
Barisone riprese la politica paterna antipisana, contattando la Repubblica di Genova e attraverso questa ottenne l'appoggio dell'Imperatore Federico Barbarossa.

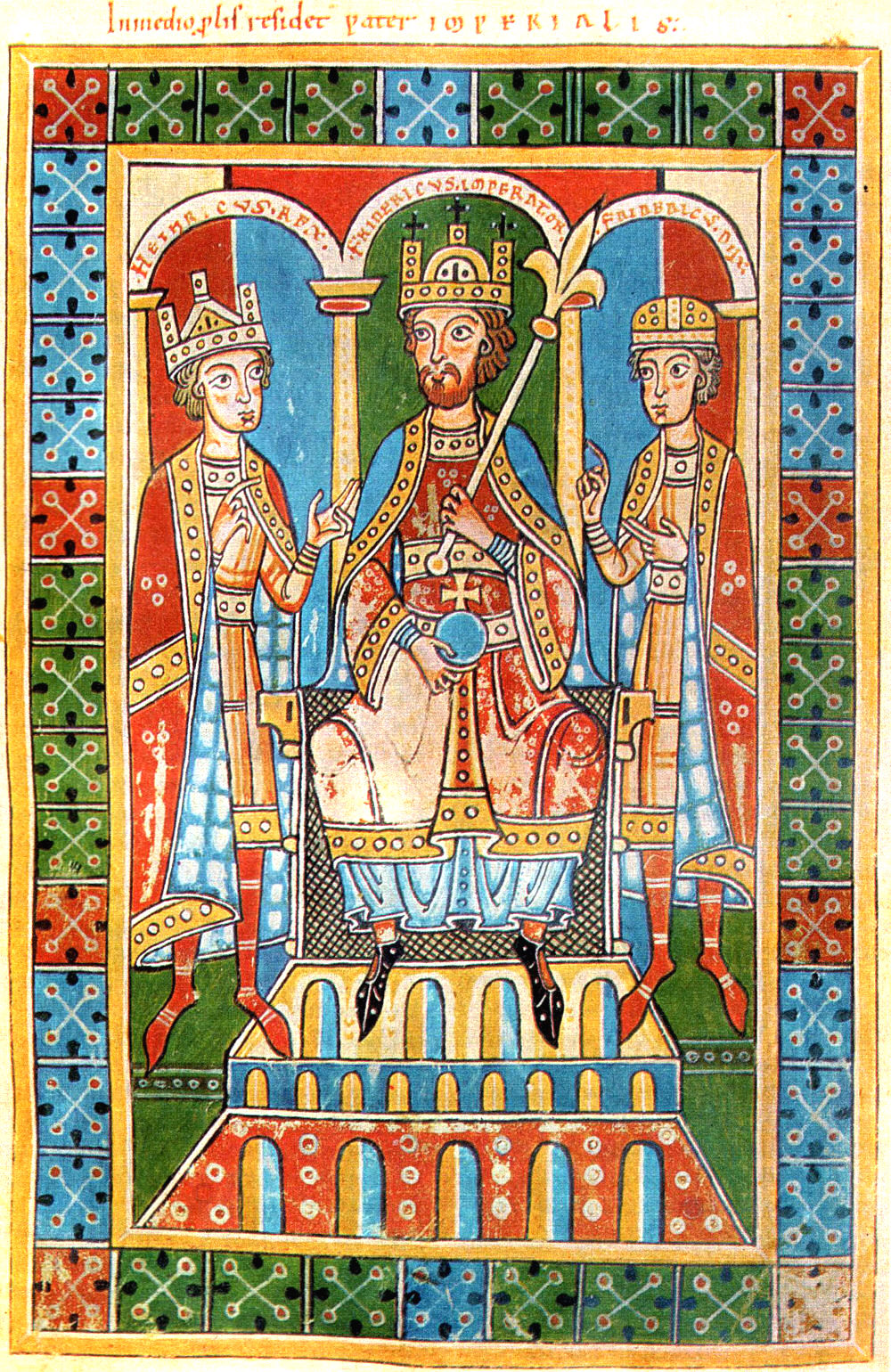
Federico Barbarossa, che nel 1164 incoronò Barisone re di Sardegna.

Il 10 agosto 1164 l'imperatore proclamò Barisone I Re di Sardegna, in una cerimonia nella cattedrale di San Siro a Pavia. In cambio Barisone si dichiarava vassallo imperiale e assicurava il pagamento annuo di quattromila marchi d'argento.
In settembre infine Barisone siglò un trattato con Genova per ottenere prestiti ed aiuto militare, garantendo in cambio il diritto di mercanteggiare nel suo territorio, l'uso del porto di Oristano e i castelli di Arculentu e Marmilla quali ulteriori garanzie per il pagamento di una somma così ingente.
Nel 1165 Barisone I era a Genova, alla presenza del Console Pizzamiglio, ma non gli fu consentito di ritornare in Arborea perché non era in grado di raccogliere la somma prestabilita.
Perciò, in aprile, con un voltafaccia l'Imperatore tolse a Barisone il titolo regale e proclamò anzi che l'Arcidiocesi di Pisa era la sovrana dell'intera isola.
Nel 1168 Barisone I riuscì a tornare in Arborea con il diplomatico genovese Nuvolone Alberici e la guerra con Pisa si concluse quello stesso anno.
Mentre Barisone raccoglieva la somma necessaria ad estinguere i suoi debiti, sua moglie e suo cognato Ponc de Bas furono mandati a Genova come ostaggi, finché nel 1171 i debiti furono finalmente pagati.
Non avendo più aiuto né da Genova, né da Pisa - ormai in pace tra di loro - rinsaldò i legami con la corona di Aragona dando in sposa - nel 1177 - la figlia Sinispella al cognato Ugo Poncho Cervera Bas: il fratello maggiore della nuova moglie di Barisone, Agalbursa.
Nel 1180 ricominciò la sua guerra con il regno di Calari, ma nonostante alcuni successi iniziali, le sue truppe furono respinte e Barisone venne catturato e costretto a venire a patti
Nel 1182 donò la chiesa di San Nicola di Gurgo all'Abbazia di Montecassino.
Ha fondato un ospedale e un monastero ad Oristano.
Negli ultimi anni di regno Barisone I si occupò dell'avanzamento culturale e religioso del suo giudicato.
Barisone morì nel 1186 dopo essersi ritirato a vita privata. Gli succedette come giudice di Arborea il figlio Pietro I di Arborea, nato dalla sua prima moglie.

## Matrimoni e discendenza
Sposò in prime nozze Pellegrina de Lacon, proveniente da un'antica famiglia isolana, da cui aveva avuto cinque figli:
- Pietro I di Arborea, che succederà al padre,
- Barisone Adorno (capostipite degli Adorno di Genova), morto nel 1189
- Susanna, che sposerà un figlio di Comita Spanu di Gallura,
- Sinispella, che sposerà in prime nozze Ugo Poncho de Cervera Bas, cugino di Raimondo Berengario IV di Barcellona, dall'unione nacque Ugone I e avrà origine alla casata dei Bas d'Arborea. Negli anni successivi, in seconde nozze, Sinispella sposerà Comita di Torres, da questo matrimonio discenderanno le ultime due generazioni di sovrani turritani.

Nel 1157 Barisone I ripudiò Pellegrina e si risposò con Agalbursa de Cervera, nipote di Raimondo Berengario IV conte di Barcellona.